# Chlorid indnatý
Chlorid indnatý je anorganická sloučenina s chemickým vzorcem InCl2. Je to jeden ze tří známých chloridů india.

## Příprava
Chlorid indnatý lze připravit reakcí kovového india s chlorovodíkem při teplotě 2 000 °C:
In + 2 HCl → InCl2 + H2

## Vlastnosti
Chlorid indnatý tvoří bezbarvé krystaly, které reagují s vodou. Krystalizuje v kosočtverečné soustavě s mřížkovými parametry a = 0,964 nm, b = 1,054 nm, c = 0,685 nm a Z = 8. Molekuly chloridu indnatého jsou dimerní a mají strukturu In[InCl4].

## Reaktivita
Chlorid indnatý reaguje s vodou, která katalyzuje disproporcionaci:
3 InCl2 → 2 InCl3 + In
2 InCl2 → InCl3 + InCl
Chlorid indnatý se při zahřátí oxiduje vzdušným kyslíkem:
4 InCl2 + O2 → 2 InOCl + 2 InCl3